# Kantełyna
Kantełyna (ukr. Кантелина) – wieś na Ukrainie, w obwodzie winnickim, w rejonie hajsyńskim, w hromadzie Dasziw. W 2001 liczyła 718 mieszkańców, spośród których 709 wskazało jako ojczysty język ukraiński, 6 rosyjski, 1 mołdawski, a 2 inny